# Ильменит
Ильменит — титанистый железняк, минерал общей химической формулы FeO·TiO2 или FeTiO3 (36,8 % Fe, 31,6 % O, 31,6 % Ti), состав непостоянен. Ильменит был впервые описан в 1827 году А. Т. Купффером.
Также существует редкий минерал, сложный оксид, внешне похожий на ильменит, называемый «кричтонитом».

## Свойства
Ильменит кристаллизуется в тригональной сингонии, образуя сложные ромбоэдрические или пластинчатые кристаллы, преимущественно искаженного облика. Агрегаты — зернистые массы и сплошные скопления. Непрозрачен; цвет чёрный с ярким металлическим блеском. Твёрдость 5—6; удельный вес 4,72. В чистом виде при обычной температуре ильменит немагнитен, что имеет важное значение при его промышленном извлечении. Кристаллы, содержащие более 25 % Fe2O3 в виде твёрдого раствора, магнитны.

## Использование в промышленности
Ильменит и титаномагнетит являются ценной рудой для получения титана и его производных (оксида титана, ферротитана и других). Ильменит также используют для производства высококачественной краски для боевой техники, в частности, военных кораблей.

## Месторождения ильменита
Крупные месторождения ильменита находятся в России на Южном Урале, где этот минерал был впервые открыт в Ильменских горах. Ильменит встречается во многих месторождениях Норвегии, Швеции, Финляндии, Казахстана, в рудах Бушвельдского комплекса в ЮАР и рудного района Садбери в Канаде. Является важной статьёй экспорта Мадагаскара. Кроме того, ильменитом богата лунная почва.
Был также открыт ряд месторождений на Украине (посёлок Иршанск).